# Гліптотека

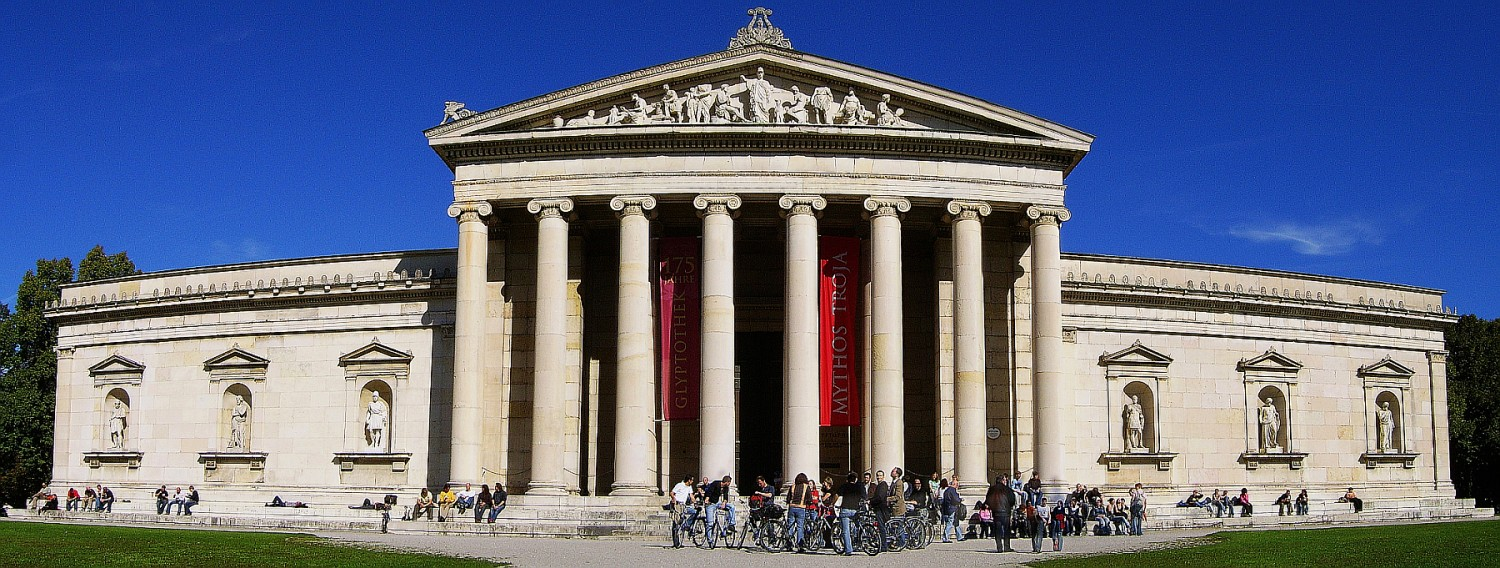
Будівля мюнхенської гліптотеки

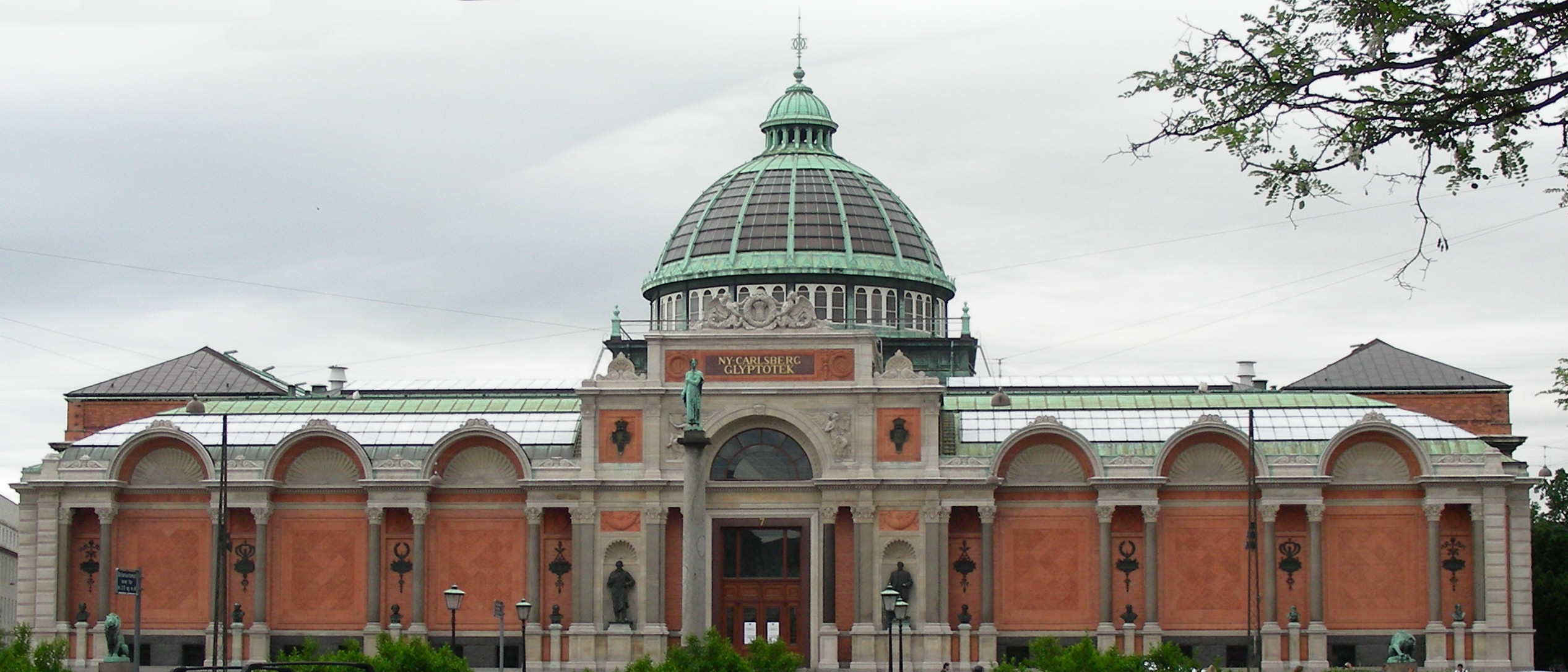
Будівля копенгагенської нової гліптотеки Карлсберга

Гліптотека (Glyptothek) — збірка античної скульптури і гліптики.
Поняття «гліптотека» запровадив бібліотекар баварського короля Людвига I, утворивши слово від грецького «glyptein», що означає «різати камінь» за аналогією з поняттям «пінакотека», утвореним від «pinax» (картина). «Glypton» грецькою означає скульптура.
У цей час назву «гліптотека» одержали три музеї:
- Гліптотека в Мюнхені;
- Нова гліптотека Карлсберга (швед. Ny Carlsberg Glyptotek) у Копенгагені;
- Гліптотека в Афінах — музей сучасної скульптури.